# マールブルク＝ビーデンコプフ郡
マールブルク＝ビーデンコプフ郡 (ドイツ語: Landkreis Marburg-Biedenkopf) は、ドイツ連邦共和国ヘッセン州中部のギーセン行政管区に属す郡である。この郡は広い森を有する中低山地の地形と、郡内を西から南東に向かって流れるラーン川を特徴とする。
郡の中心で唯一の上級中心都市が、人口約 8 万人の大学都市マールブルクである。その他の重要な都市（中級中心）としては、郡西部のヘッセン・ヒンターラント地方に位置するかつての郡庁所在地ビーデンコプフおよびグラーデンバッハ、郡東部に位置するキルヒハインおよび経済都市シュタットアレンドルフがある。

## 地理
マールブルク＝ビーデンコプフ郡はギーセン行政管区の北部に位置し、北は北ヘッセンのヴァルデック＝フランケンベルク郡、北東は同じくシュヴァルム＝エーダー郡、東から南西にかけては中部ヘッセンのフォーゲルスベルク郡、ギーセン郡、ラーン＝ディル郡が並び、西はノルトライン＝ヴェストファーレン州のジーゲン＝ヴィトゲンシュタイン郡と境を接する。郡庁所在地はマールブルクである。
本郡の東西軸は最大約 76 km、南北軸は最大 36 km である。
最も高い山は、ビーデンコプフ近郊、郡の北西端にある高さ 674 m のザックプファイフェである。最高地点は、この山にあるビーデンコプフ送信所の高さ 210 m の放送塔の先端であり、所在地の高さを加えると海抜 868 m となる。
最低地点は、郡の南部、ギーセン郡との郡境、フロンハウゼンとジッヒャーツハウゼンとの間にある、ラーン川の河原で、海抜約 168 m である。
郡内の土地利用は以下の通りである。14.3 % すなわち 17,996 ha が住宅・交通用地、43.9 % すなわち 55,489 ha が農業に利用されている。森林面積は 51,582 ha すなわち 40.9 %、水域は 1,189 ha すなわち 0.9 % である。

### 自然環境の構成
本郡の郡域は、3つの中低山地や地形の継ぎ目に位置している。南北に走る一連の谷状の盆地が、その西側に位置するライン・シーファー山地の支脈と東側にある西ヘッセン・ベルク・ウント・ベッケンラント（山と盆地の地域）とを分けている。この谷状の盆地は、郡の北部からヴェットシャフト盆地（ミュンヒハウゼン、ヴェッター、ラーンタール）を経て、ラーン川対岸のエルンハウゼン＝ミヒェルバッハ盆地（マールブルク西部の市区）を通って、最終的には郡南部のギーセン盆地で再びラーン川の谷に接続し、川沿いに伸びている。
シュテルツハウゼンの西に位置するオベーレス・ラーンタール（ラーン川上流域の谷）は東西に伸びており、ライン・シーファー山地の張り出し部を郡北西部のロタール山地と郡西部から南西部のヴェスターヴァルトとに分けている。
フォアヘーエン近郊ザックプファイフェの 674 m を最高地点とするロタール山地の支脈は郡北西部のわずかな部分を占めるだけである。
これに対して、自然空間上はヴェスターヴァルトに属すグラーデンバッハ山地は郡の西半分のほぼ全域を占めている。この山地の郡内の最高地点は 578 m である。その北東部は高さ 498 m のリムベルク周辺のダムスホイザークッペンのクッペンラントからなり、西部は高さ 609 m のアンゲルブルク（実際にはわずかに市の外側にある）を最高地点とするボッテンホルン高地である。この高地は、北はブライデンバッヒャー・グラントが徐々にラーン川の河原に下って行き、南はやや低いツォルブーヒェ丘陵（最高 487 m）で、その東部はザルツベーデ川の起伏に乏しい丘陵地を取り囲んでいる。丘陵地の東部はラーン川に至る。
西ヘッセン山地に属す郡の東部は、その大部分が約 400 m 付近から 200 m までの間の起伏を持つ斑砂統の地層からなる。ここにはラーン川を境界とするマールブルガー・リュッケン（丘陵地）やラーンベルゲを含む丘陵地の他、北のブルクヴァルト、東のノイシュテッター・ザッテルを含むオーバーヘッシシェ・シュヴェレ、南の玄武岩を含んだルムダ高原が含まれる。マールブルガー・リュッケン以下の名前を挙げた丘陵地は、広く森に恵まれたアメーネブルク盆地を時計回りに取り囲んでいる。この盆地内では玄武岩の円錐形の山アメーネブルクが唯一の特筆すべき隆起である。

#### 山
郡内のハイキングや展望台として重要な山としては、以下のものがある。
- ザックプファイフェ - ロタール山地の支脈内にありビーデンコプフの北に位置する。高さ 674 m。
- リムベルク - クッペルラント内でダウトフェタール＝ダムスハウゼン近郊にある。高さ 498 m 。
- シャイト - ボッテンホルンの 1 km 東に位置する。高さ 538.7 m。
- シェーンシャイト - バート・エントハウゼンの南西に位置しツォルブーヒェに属す。高さ 498 m。
- コッペ - グラーデンバッハ＝エルトハウゼン近郊ツォルブーヒェ東部にある。高さ 454 m。
- クリステンベルクとメルナウ城 - ブルクヴァルト西部ヴェッター近く。高さ 387 m。
- ブルクホルツ - オーバーヘッシシェ・シュヴェレ、キルヒハインの北。高さ 380 m。
- アメーネブルク - アメーネ盆地内に孤立して存在する。高さ 365 m。
- オルテンベルク - シュピーゲルスルスト塔がある。高さ 380 m。
- フラウエンベルク - マールブルク近郊ラーン山地内。高さ 370 m。

#### 水域
郡内の多くの水域の中で、全長 242 km のラーン川は、飛び抜けて最大の水域である。この川は西側から郡内に流れ込み、ほぼ郡の中央に位置するマールブルク近郊で南に進路を変え、ジッヒャーツハウゼン付近から郡域を離れる。この他の郡域内の川は、ほぼすべてがラーン川に流れ込み、従ってライン川水系に属している。
ただし、ノイシュテッター・ザッテルで分離された北東部だけは例外である。ノイシュテッター・ザッテルはライン＝ヴェーザー分水界の一部をなしており、その向こう側の集落、すなわちノイシュタットに属す集落は、ヴェーザー川流域に含まれる。この地域で特筆すべき川は、エーダー川の最も重要な支流であるシュヴァルム川の左岸支流、ヴィーラ川だけである。
郡域北西部のザックプファイフェ付近ではエーダー川への分水界が郡の境界を形成している。ヴェットシャフト盆地に接する北部では分水界は郡境付近を通っているが、ほとんどは郡境の外側である。西部では、ラーン川とディル川との分水界沿いに郡境が通っており、その大部分が旧ナッサウ公領とヘッセン＝ダルムシュタット大公領との国境を引き継いだものである。
以下に、郡域で重要なラーン川支流を列記する。
| 名前                   | 合流側 ラーン川の 左岸・右岸 | 全長 [km] | 流域面積 [km²] | 河口の高さ [海抜 m] | 支流                      | 川沿いの主要道路                                       | 川沿いの市町村                                                                            |
| ---------------------- | ---------------------------- | --------- | -------------- | ------------------- | ------------------------- | ------------------------------------------------------ | ----------------------------------------------------------------------------------------- |
| ラーン川               |                              | 242       | 5,964          |                     | 以下を参照                | 連邦道 B62号線、B3号線                                 | ビーデンコプフ、ダウトフェタール、ラーンタール、マールブルク、 ヴァイマル、フロンハウゼン |
| ペルフ川               | 右岸                         | 19.95     | 113.13         | 285                 | ガンスバッハ川 ディーテ川 | 連邦道 B253号線                                        | バート・エントバッハ、シュテッフェンベルク、ブライデンバッハ                              |
| ダウトフェ川           | 右岸                         | 8.8       | 41.81          | 245                 |                           | 連邦道 B453号線                                        | ダウトフェタール                                                                          |
| ヴェットシャフト川     | 左岸                         | 29.0      | 196.21         | 192                 | トライスバッハ川          | 連邦道 B252号線                                        | ミュンヒハウゼン、ヴェッター、ラーンタール                                                |
| オーム川               | 左岸                         | 59.0      | 984            | 188                 | クライン川 ヴォーラ川     | 連邦道 B62号線 州道 L3073号キルヒハイン - ホムベルク線 | シュタットアレンドルフ、アメーネブルク、キルヒハイン、ケルベ                              |
| アルナ川               | 右岸                         | 19.1      | 92.02          | 172                 | オーエ川                  |                                                        | グラーデンバッハ、ヴァイマル、マールブルク                                                |
| ヴェンクバッハ川       | 右岸                         | 7.2       | 20.77          | 168                 |                           |                                                        | ヴァイマル                                                                                |
| ツヴェスター・オーム川 | 左岸                         | 20.0      | 69             | 167                 |                           | 州道 L3048号キルヒハイン - フロンハウゼン線            | エプスドルファーグルント、フロンハウゼン                                                  |
| ザルツベーデ川         | 右岸                         | 27.6      | 137.85         | 154                 |                           | 連邦道 B255号線（ただし短い区間のみ） 州道 L3048号線   | バート・エントバッハ、グラーデンバッハ、ローラ、フロンハウゼン                            |

マールブルクは、ラーン川最大の支流であるオーム川沿いのキルヒハインとマールブルクにある貯水池をこれまで信頼できる洪水予防に利用している。西部ではビーデンコプフ近郊のペルフ貯水湖が水量調節に利用されている。さらに、ラーン川上流域、たとえばラーンタール＝カルデルンとラーンタール＝シュテルツハウゼンとの間で、研究プロジェクトの一環として、川筋の再自然化と洪水予防を企図した措置が進行している。

### 気候
年間平均降水量は、マールブルク付近で約 600 - 700 mm、郡西部の山地では 850 - 1,000 mm である。

## 歴史
ヘッセン州の郡再編に伴い、1974年7月1日にマールブルク郡とビーデンコプフ郡および郡独立市マールブルクが合併し、新たに「マールブルク＝ビーデンコプフ郡」が成立した。旧ビーデンコプフ郡の町ロートとジンメルバッハは、ラーン＝ディル郡の町エッシェンブルクに統合された。またビショッフェンは、やはりラーン＝ディル郡に移管された。ブラウンシュタイン（ノルデックとヴィンネンからなる）は、ギーセン郡のアレンドルフ (ルムダ)の一部となった。これにより、マールブルク市はヘッセン州に7つある特別市 (Sonderstatusstadt) の1つとなった。旧マールブルク郡の町シッフェルバッハは、新郡が成立する以前の1974年7月1日にすでにヴァルデック＝フランケンベルク郡のゲミュンデン (ヴォーラ)市の市区となっていた。
この合併によって、歴史上緊密な関係にありながら350年間分離されていた2つの行政地区が再統合された。自然空間上も、旧マールブルク郡と旧ビーデンコプフ郡は類似している。
マールブルク＝ビーデンコプフ郡の郡域はかつてはドイツで最も民族衣装が豊富な地域であった（たとえば、ヒンターレンダー・トラハト、マールブルガー・トラハトなど）。

### 1974年以前の歴史
現在の郡域は、歴史上、主にヘッセン方伯領に属し、いくつかの地域がマインツ選帝侯領に属した。ヘッセン方伯領の分割（1567年）に伴い、マールブルク周辺はヘッセン＝カッセル方伯領、いわゆるヒンターラント（アムト・バッテンベルク、ブランケンシュタイン、ビーデンコプフ、ハッツフェルト、フェール）はヘッセン＝ダルムシュタット方伯領となった。マインツ選帝侯領であったアメーネブルクは1803年にヘッセン＝カッセル方伯領となった。
1821年にヘッセン＝カッセル方伯はマールブルク郡とキルヒハイン郡を創設した。ヘッセン大公領（ヘッセン＝ダルムシュタット方伯領）では、バッテンベルク管理区（ビーデンコプフを含む）とグラーデンバッハ管理区が設けられ、両者は1832年にビーデンコプフ郡に統合された。1866年のプロイセンによる併合で、ヘッセン選帝侯領とナッサウ公領はヘッセン＝ナッサウ州として統合された。同時にプロイセンはヘッセン大公領からビーデンコプフ郡を引き継いだ。こうして本郡を形成する3つの要素はすべてヘッセン＝ナッサウ州に含まれることとなった。1929年にマールブルク市はマールブルク郡から独立し、郡独立市となった。3年後の1932年にキルヒハイン郡とマールブルク郡は統合され、さらにビーデンコプフ郡が新設された。しかし、その面積の約 40 % が、フランケンベルク郡およびヘッセン＝ナッサウ州からライン州に改組されたヴェッツラー郡として失われた。

## 行政

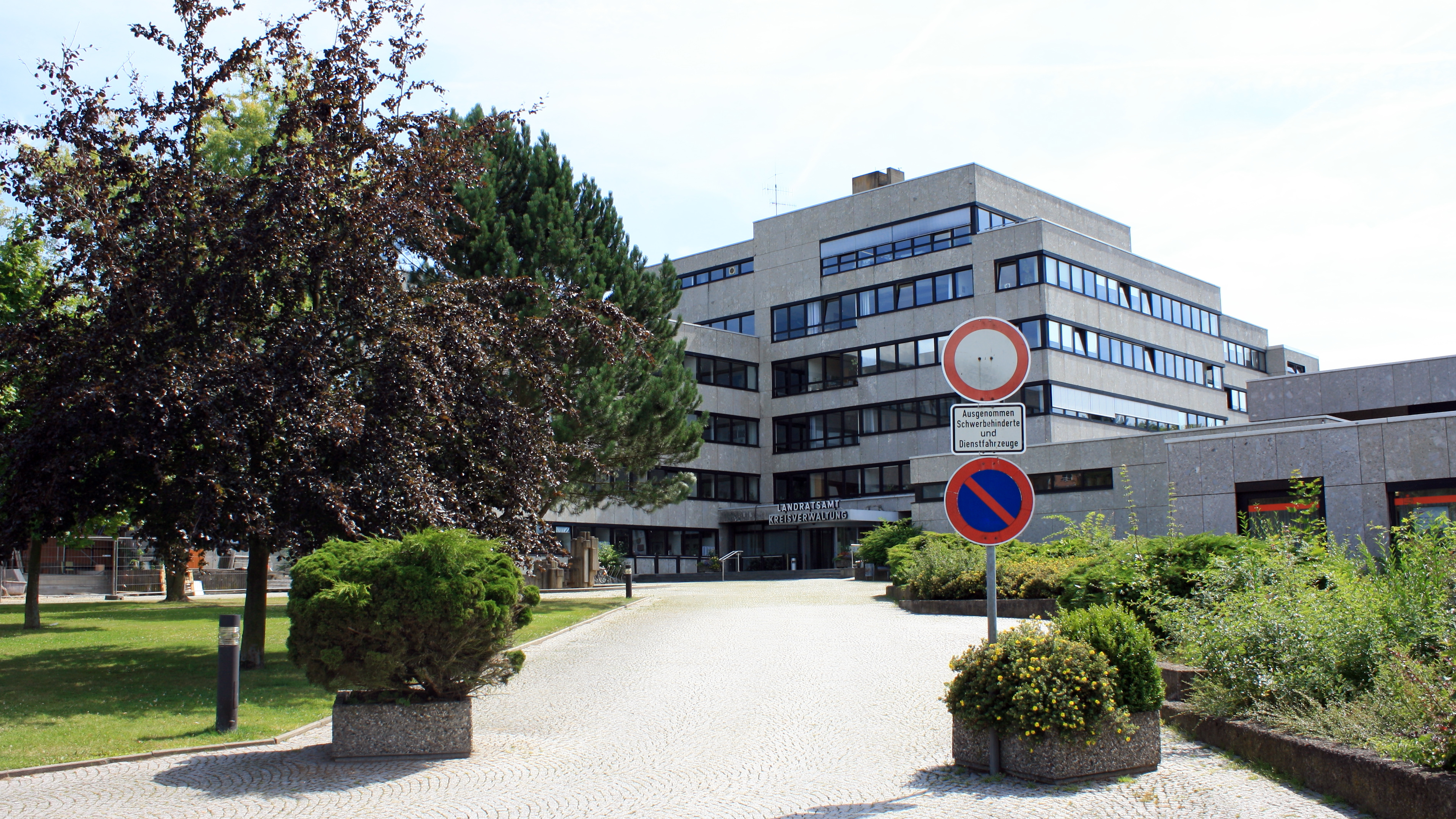
マールブルク＝カペルの郡役場

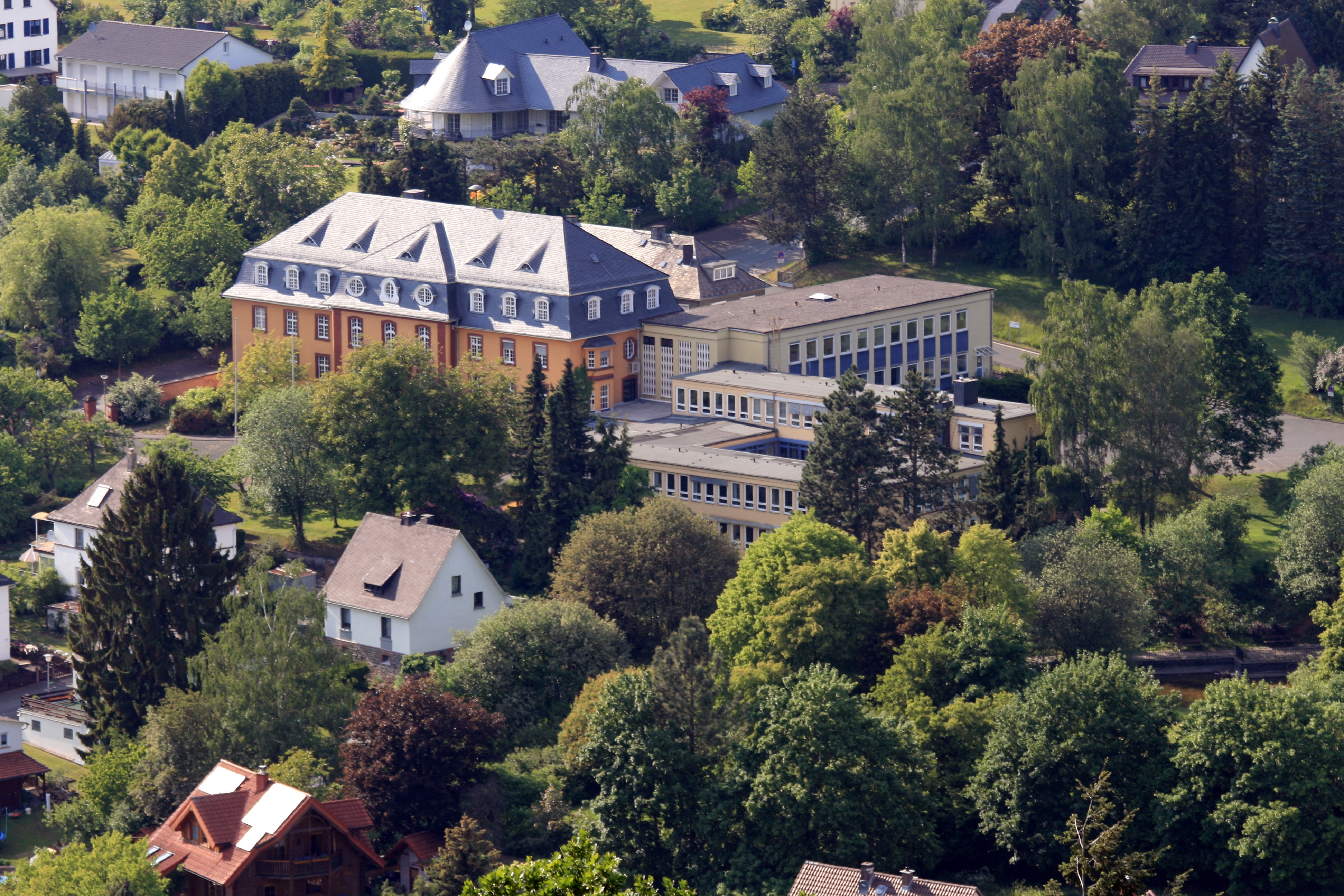
ビーデンコプフの郡役場支所（旧ビーデンコプフ郡役場）

郡の政治を行うために、マールブルク＝カペルに郡役場が設けられている。かつてのビーデンコプフ郡役場とシュタットアレンドルフに郡役場の支所がある。郡役場は、自治体としての業務を行っているが、州の下位行政機関としての役割も担っている。
郡委員会が郡の自治組織である。この委員会は、郡議会での議決の準備を行い、議決済みの事項についての実務委員会を組織する。郡委員会は、郡議会議員の中から選出される15人の無給の委員と2人の主要構成員、すなわち郡長および第1郡委員からなる。第1郡委員はやはり郡議会によって選出されるが、郡長は郡住民の直接選挙で選出される。
郡長と第1郡委員には、それぞれ1つの担当分野が割り当てられる。この専門分野は、様々な専門家、官僚、企業、目的共同体からなる。

### 郡議会
郡議会は、郡レベルでの自治会議会である。マールブルク＝ビーデンコプフ郡の郡議会議長は2006年4月からハインリヒ・ヘルベナー (CDU) が努めている。郡議会では、2001年5月から、CDU、同盟90/緑の党、FDPからなり、Freie Wähler が支援するジャマイカ連立が優勢である。この連合は、この種のものとしてはドイツで最初期のものに属す。
2021年3月日の郡議会選挙後の議席配分は以下の通りである。
| 政党                           | 得票率 (%) | 議席数 |
| ------------------------------ | ---------- | ------ |
| SPD                            | 30.5       | 25     |
| CDU                            | 26.3       | 21     |
| Grüne                          | 16.0       | 13     |
| AfD                            | 6.8        | 5      |
| Die Linke.                     | 6.6        | 5      |
| FDP                            | 4.5        | 4      |
| Freie Wähler Bundesvereinigung | 4.4        | 3      |
| Klimaliste                     | 3.3        | 3      |
| WDMR                           | 0.8        | 1      |
| Liberale & Piraten             | 0.7        | 1      |
| 計                             | 100.0      | 81     |
| 投票率 (%)                     | 51.8       | 51.8   |

### 郡長
2014年2月1日からクリステン・フリュントがマールブルク＝ビーデンコプフ郡の郡長を務めている。彼女は、2013年9月22日の決選投票で 60.6 % の票を獲得して郡長に当選した。この選挙の投票率は 64.0 % であった。

### 紋章
図柄: 青地に金の冠を被り、金の爪を持つ、10回赤と白が入れ替わる横縞に塗り分けられたヘッセンの獅子。その前脚は、端から端まで黒の十字が描かれた銀の小さな盾を持っている（1930年認可、1975年7月11日に新郡での使用が再認可された）。
解説: ヘッセンの獅子は、郡域のほとんどが属していたヘッセン方伯領の後継であることを示している。十字は、マールブルクに定住して重要な役割を果たし、郡内に多くの所領を有していたドイツ騎士団を示している。

### 姉妹地区
マールブルク＝ビーデンコプフ郡は、以下の地区と姉妹地区関係を結んでいる。
- ハンティンドンシャー（イギリス、ケンブリッジシャー）この姉妹協定は、公式には1977年からであるが、交換留学を行うなどの基盤創りは、既に1949年から行われていた[10]。
- シャルロッテンブルク＝ヴィルマースドルフ区（ドイツ、ベルリン）
- コシチェルスキ郡（ポーランド、ポモージェ県）

この他に以下のドイツ国内の郡とも友好関係を結んでいる。
- ヴァルトブルク郡（テューリンゲン州）
- レンツブルク＝エッケルフェルデ郡（シュレースヴィヒ＝ホルシュタイン州）
- 旧デーリッチュ郡（ザクセン州）

さらに国外の町とも友好関係を結んでいる。
- ルゾーン（イタリア、トレンティーノ＝アルト・アディジェ州）

## 宗教
郡内に現存する最も古い宗教組織は、ローマ・カトリック教会である。7世紀のアイルランド＝スコットランド人修道士や、8世紀のボニファティウスとその弟子により、アメーネブルク近郊の教会から現在の郡域東部にキリスト教が布教された。西部地域では、ボニファティウスの時代には既に存在していた、ブライデンバッハに洗礼礼拝堂がキリスト教化の起点となった。その後、多くの教会や修道院が建設され、しばしばそれを中心に小さな集落が成立した。1524年のフィリップ方伯による宗教改革後、その領邦内は例外なくプロテスタント＝ルター派が信仰されるようになった。主に郡域東部、現在のアメーネブルク首席司祭区のほか、マールブルクのラーン山地の外側に位置する4の市区のうち3市区は、宗教改革前はマインツ大司教領に属していた地域でカトリック信仰が根強い。1866年まではキルヒハイン郡に属し、隣接するフォーゲルスベルク郡のアントリフタールに吸収されたカッツェンベルクの飛び地もこれに属す。
現在の郡域内のユダヤ教は1273年にアメーネブルクの組織が初めて記録されている。1350年頃のペストが流行した時代や、1524年と1662年の追放令によって、多くのユダヤ人がこの地域を去ることを強要され、あるいは改宗を強制された。ナチスの権力掌握以前には現在の郡内に約 1,400 人のユダヤ人が住んでいた。1933年以後、郡内のユダヤ人人口は、移住、亡命、抑留によって 0 となった。第二次世界大戦の直後、約250人のユダヤ人が現在の郡域に住み着いたが、その数は1970年代に 20 人にまで減少した。その後再び増加してマールブルクのユダヤ教組織には約 100 人の構成員がいる。
いずれにせよ、郡内の住民の大多数が現在プロテスタントを信仰している。郡内の2大グループは、キルヒハイン教会クライス、マールブルク＝ラント教会クライス、マールブルク＝シュタット教会クライスを傘下に持つヴァルデックおよびマールブルク教区のクールヘッセン＝ヴァルデック・プロテスタント教会と、ビーデンコプフ教区監督官区およびグラーデンバッハ教区監督官区を擁する北ナッサウ監督教区長管区のヘッセンおよびナッサウ・プロテスタント教会である。郡内のプロテスタント教会は、その始まりから既に、1526年のホムベルク教会会議に基づいており、ヘッセン方伯フィリップ1世の信仰の影響を受け継いでいる。

## 文化
郡のほとんどの文化行事は、マールブルク大学との緊密な地域連携の下で行われている。
- マールブルク大学およびマールブルク＝ビーデンコプフ郡文学賞 - 1980年から2005年まで2年ごとに授与された。
- マールブルク＝ビーデンコプフ芸術家連盟
- オットー・ウベローデ賞（1987年にマールブルク＝ビーデンコプフ郡によって創立され、これ以後毎年授与されている）[12]
- エッケルスハウゼンの音楽の日は、毎年異なるテーマの下に開催される国際的に注目される室内楽フェスティバルである。個々の催しは、10日間の間に、主にビーデンコプフおよびダウトフェタールで開催される。イベントには、独奏あるいは室内オーケストラまでの小さな団体が登場する。
- ドイツ・水車の日への参加
- 「公開文化財の日」（ヨーロッパ遺産の日）への参加
- 地元文化人の「文芸パルクール」および芸術サークルイベント、開催地は毎年変わる。

### 言語
本郡では、高地ドイツ語の他に、「プラット」と呼ばれる方言も話されている。この方言は、ミッテルヘッセン（中部ヘッセン）方言に属し、このうちヒンターレンダー・プラットは主に郡の西部で話されている。また、（北）東部は、かつて、ニーダーヘッセン（低地ヘッセン）方言との混交地区であった。1960年代まで方言は話し言葉として用いられていたが、20世紀末には消滅の危機にあった。方言保存会による教育やフィリップ大学の学問的支援による地域意識の高まりが、その消滅を押しとどめようとしている。

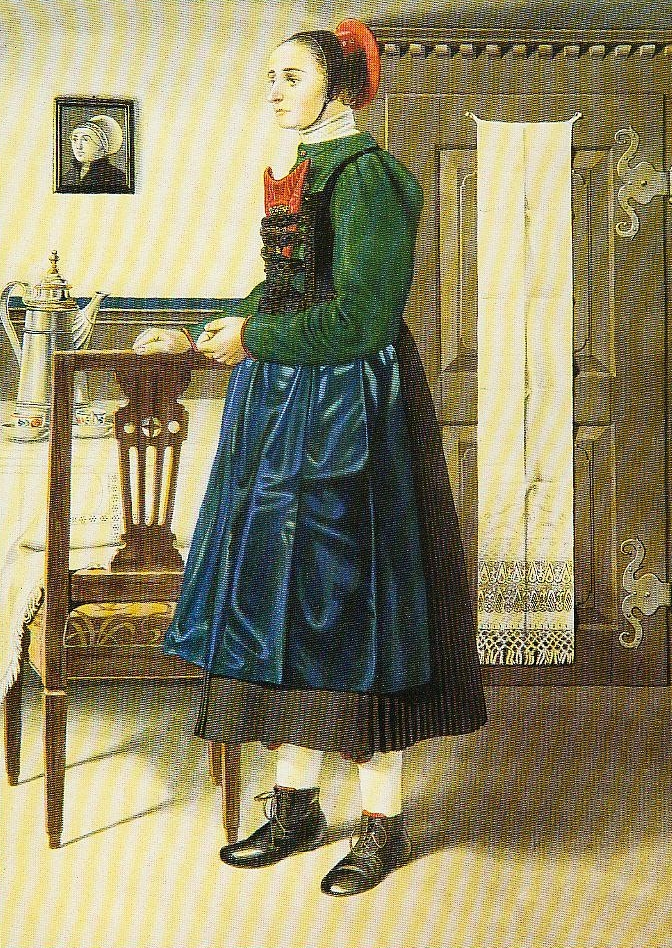
ヒンターラント地方の民族衣装（19世紀末）

### 伝統の保存
マールブルク＝ビーデンコプフ地域は、かつてはドイツで最も民族衣装の豊富な地域であった。特に女性の衣装は大変に多彩であった。郡内のヒンターラントの衣装とマールブルクの衣装では違いがある。男性の衣装は早くも19世紀の中頃から流行遅れとなり、女性の衣装は国家社会主義の時代に学生が着用することが禁じられ、一部では処罰の対象となった。こうして民族衣装を着る人は少なくなっていた。現在では、特に村落部で、年配の女性が時折着用するだけになっている。民族衣装を保護するため、郡内でいくつかの民族衣装および民俗舞踊サークルが活動している。
一部の集落では、「グレンツガングスフェスト」と呼ばれる祭が祝われている。郡内最大のグレンツガングスフェストは、それぞれ 7 年ごとにビーデンコプフ、ブーヒェナウ、グロースフェルデン、ヴェッターで開催される。この祭は、中世後期に村の境界を歩測・検分したことに由来する。

## 経済と社会資本
本郡の経済的な中心は、フィリップス大学を中心としたサービス業やかつての製薬企業ベーリングヴェルクの後継企業があるマールブルク、フリッツ・ヴィンター鋳鉄工場や郡最大の雇用主であるフェレロ社があるシュタットアレンドルフ、および郡西部の市町村ビーデンコプフ、ブライデンバッハ、ダウトフェタールは、3自治体合わせて産業重点地に指定されている。こことグラーデンバッハ＝エルトハウゼンには、伝統があり、世界的に知られた、模型製造会社がある。バート・エントバッハ、グラーデンバッハおよびローラは共同で産業パークを開発している。
本郡は、比較的低い失業率を示している。

### 交通
郡内を連邦アウトバーンは通っていない。ボルケン (ヘッセン)（シュヴァルム＝エーダー郡）のアウトバーンA49号線の終点に通じる連邦道 B3号線が、北東部から郡内に入っている。この道路は、マールブルクから南ではほぼ 2 車線に拡張されており、ギーセン環状道路（A485号線）を経由して A45号線（ケルン、ドルトムントあるいはフランクフルト・アム・マイン）やフランクフルト方面に向かうA5号線に接続する。南西方面では、やはり B3号線がコブレンツへ向かうB255号線およびリムブルクへ向かう B49号線に接続する。南東方面は、アルスフェルト（フォーゲルスベルク郡）で A5号線に接続する B62号線が郡内を通り、北西のA45号線方面へ抜けて行く。
重要で、一部には対立した議論が残る交通計画・問題がある。A49号線の延伸、ジーゲンとハッテンバッハ・インターチェンジ（ニーダーアウラ）との間で途切れているA4号線の補完、比較的狭いラーンタールを通るB62号線およびB252号線のバイパス道路建設などである。（以上、「A」で始まる道路番号はアウトバーン (Autobahn)、「B」で始まる道路番号は連邦道 (Bundesstraße) を示す）
郡内の最も重要な鉄道路線は、マイン＝ヴェーザー鉄道フランクフルト - ギーセン - カッセル線で、この路線を走るICがマールブルクに停車する。フランクフルト - カッセル間のレギオナルエクスプレスは、マールブルク、キルヒハイン、シュタットアレンドルフ、ノイシュタットに停車する。単線の支線が、マールブルクとフランケンベルク（ブルクヴァルト鉄道）およびマールブルクからオベーレ・ラーンタール鉄道を経由してエルンテブリュックまでを結んでいる。1905年から1972年までマールブルク郡はマールブルク南駅からドライハウゼン（エプスドルファーグルント）までの鉄道を運営していた。
近郊交通は、ライン＝マイン交通連盟 (RMV) がマールブルク＝ビーデンコプフ地域近郊交通連盟 (RNV) と共同で運営している。
フランクフルト空港へは車で約 1 時間の距離にあり、列車での接続にはフランクフルト中央駅で乗り換えて約1時間20分必要である。
ケルベのシェーンシュタット地区に小さな飛行場があり、バート・エントバッハのボッテンホルン地区には特別飛行場がある。

## 市町村
以下に本郡の市町村を列記する。「旧郡」の項は、かつての3つの郡、すなわちビーデンコプフ郡（1974年まで、西部、「ヒンターラント」を呼ばれる地域）、キルヒハイン郡（1932年まで、東部）、マールブルク郡（中部、1932年のキルヒハイン郡との合併以前）のいずれに属していたかを示している。
人口は、2023年12月31日現在の数値である。
| 市町村名                                                | 都市権の 授与年 | 所属する 中規模中心都市 | 地区数 | 旧郡             | 人口（人） | 面積 (km²) |
| ------------------------------------------------------- | --------------- | ----------------------- | ------ | ---------------- | ---------- | ---------- |
| アメーネブルク (Amöneburg)                              | 1100年代        | キルヒハイン            | 5      | キルヒハイン郡   | 5,000      | 43.95      |
| アンゲルブルク (Angelburg)                              | -               | ビーデンコプフ          | 3      | ビーデンコプフ郡 | 3,410      | 16.72      |
| バート・エントバッハ (Bad Endbach)                      | -               | グラーデンバッハ        | 8      | ビーデンコプフ郡 | 7,906      | 40.84      |
| ビーデンコプフ (Biedenkopf)                             | 1254年          | ビーデンコプフ          | 9      | ビーデンコプフ郡 | 13,717     | 90.33      |
| ブライデンバッハ (Breidenbach)                          | -               | ビーデンコプフ          | 7      | ビーデンコプフ郡 | 6,778      | 44.83      |
| ケルベ (Cölbe)                                          | -               | マールブルク            | 6      | マールブルク郡   | 6,562      | 26.66      |
| ダウトフェタール (Dautphetal)                           | -               | ビーデンコプフ          | 12     | ビーデンコプフ郡 | 11,461     | 72.03      |
| エプスドルファーグルント (Ebsdorfergrund)               | -               | マールブルク            | 11     | マールブルク郡   | 9,097      | 72.89      |
| フロンハウゼン (Fronhausen)                             | -               | マールブルク            | 7      | マールブルク郡   | 4,189      | 27.88      |
| グラーデンバッハ (Gladenbach)                           | 1937年          | グラーデンバッハ        | 15     | ビーデンコプフ郡 | 12,594     | 72.28      |
| キルヒハイン (Kirchhain)                                | 1352年          | キルヒハイン            | 13     | キルヒハイン郡   | 16,578     | 90.92      |
| ラーンタール (Lahntal)                                  | -               | マールブルク            | 7      | マールブルク郡   | 7,123      | 40.49      |
| ローラ (Lohra)                                          | -               | グラーデンバッハ        | 10     | マールブルク郡   | 5,674      | 49.18      |
| マールブルク (Marburg) （大学都市、特別市、郡庁所在地） | 1222年          | マールブルク            | 19     | マールブルク郡   | 78,203     | 124.5      |
| ミュンヒハウゼン (Münchhausen)                          | -               | マールブルク            | 5      | マールブルク郡   | 3,338      | 41.54      |
| ノイシュタット (ヘッセン) (Neustadt (Hessen))           | 1270年          | シュタットアレンドルフ  | 4      | キルヒハイン郡   | 10,051     | 56.88      |
| ラウシェンベルク (Rauschenberg)                         | 1266年          | キルヒハイン            | 7      | キルヒハイン郡   | 4,615      | 67.33      |
| シュタットアレンドルフ (Stadtallendorf)                 | 1960年          | シュタットアレンドルフ  | 6      | キルヒハイン郡   | 21,733     | 78.29      |
| シュテッフェンベルク (Steffenberg)                      | -               | ビーデンコプフ          | 6      | ビーデンコプフ郡 | 4,027      | 24.32      |
| ヴァイマル (ラーン) (Weimar (Lahn))                     | -               | マールブルク            | 12     | マールブルク郡   | 7,237      | 47.05      |
| ヴェッター (ヘッセン) (Wetter (Hessen))                 | 1239年          | マールブルク            | 10     | マールブルク郡   | 8,956      | 104.56     |
| ヴォーラタール (Wohratal)                               | -               | キルヒハイン            | 4      | キルヒハイン郡   | 2,192      | 30.66      |

上述の他、シュタットアレンドルフのシュヴァインスベルク市区（1332年）とビーデンコプフのブライデンシュタイン市区（1398年）も歴史上、都市権を有していた。

### 地域連合
- ビーデンコプフ中級中心地域とグラーデンバッハ中級中心地域は、ラーン＝ディル＝ベルクラント自然公園の一部である[15]。
- マールブルクの周辺市区（すなわち、中核市区、カペル、ヴェールダ、マールバッハを除く市区）は、ヴァイマル、フロンハウゼン、エプスドルファーグルント、アメーネブルクとともにレギオン・マールブルガー・ラントを形成する[16]。
- マールブルク中級中心地区の北部（ラーンタール、ヴェッター、ミュンヒハウゼン、ケルベ）およびキルヒハイン中級中心地区（キルヒハイン、ラウシェンベルク、ヴォーラタール）は、レギオン・ブルクヴァルト（＝エーダーベルクラント）の一部である[17]。
- マールブルクの中心部（中核市区、カペル、ヴェールダ、マールバッハ）とシュタットアレンドルフ中級中心地区（ノイシュタットを含む）は、他に地域連合に属さない。

## 引用
1. 1 2  Hessisches Statistisches Landesamt: Bevölkerung in Hessen am 31.12.2023 (Landkreise, kreisfreie Städte und Gemeinden, Einwohnerzahlen auf Grundlage des Zensus 2011)]
2. 1 2  ヘッセン環境地図（2012年4月15日 閲覧） - Dr. Otto Klausing, Wiesbaden 1988
3. ↑  連邦自然保護局 (BfN)（2012年4月15日 閲覧） - interaktive Kartendienste und Landschaftssteckbriefe
4. ↑   Gesetz zur Neugliederung der Landkreise Biedenkopf und Marburg und der Stadt Marburg (Lahn) vom 12. März 1974（1974年3月12日付けのビーデンコプフ郡、マールブルク郡およびマールブルク (ラーン)市による新郡創設に関する条例） GVBl. I S. 154; GVBl. II Nr. 330-27
5. ↑  Gesetz zur Neugliederung der Landkreise Frankenberg und Waldeck vom 28. September 1973（1973年9月28日付けのフランケンベルク郡とヴァルデック郡による新郡創設に関する条例） GVBl. I S. 359
6. ↑  Politik, Landkreis Marburug-Biedenkopf（2012年4月14日 閲覧）
7. ↑  “Kreiswahl Landkreis Marburg-Biedenkopf - Kreiswahl am 14.3.2021”. 2021年10月2日閲覧。
8. ↑  ヘッセン州統計局: 2013年9月22日のマールブルク＝ビーデンコプフ郡郡長選挙結果（2015年9月22日 閲覧）
9. ↑  マールブルク＝ビーデンコプフ郡: 姉妹地区（2012年4月15日 閲覧）
10. ↑  30 Jahre Partnerschaft mit englischem District Huntingdonshire, Pressemitteilung LK MR-BID; 2. Oktober 2007（2012年4月15日 閲覧）
11. ↑  Ruttmann 1995, pp. 40 - .
12. ↑  マールブルク＝ビーデンコプフ郡: オットー・ウベローデ賞（2012年4月15日 閲覧）
13. ↑  ヒンターラントの方言 e.V.（2012年4月15日 閲覧）
14. ↑  Regionalplan Mittelhessen（中部ヘッセン地域計画） –  2006年公聴会への提案書, p. 66
15. ↑  ラーン＝ディル＝ベルクラント自然公園（2012年4月15日 閲覧）
16. ↑  レギオン・マールブルガー・ラント（2012年4月15日 閲覧）
17. ↑  レギオン・ブルクヴァルト＝エーダーベルクラント（2012年4月15日 閲覧）